# Alfa Romeo 166
De Alfa Romeo 166 is een luxesedan van het Italiaanse automerk Alfa Romeo. In 1998 volgde hij de Alfa Romeo 164 op.
De Alfa Romeo 164 was in het begin succesvol, maar na een aantal jaren zakten de verkopen, zoals bij de meeste auto's, iets in. Meestal wordt er dan een facelift doorgevoerd en dat was in 1992 ook bij de 164 het geval. Vaak komt er na twee tot drie jaar een opvolger op de markt, zo niet bij de 164. Het zou 6 jaar duren, voordat zijn opvolger, de Alfa 166, verscheen. Dit had twee redenen. Ten eerste bracht Alfa Romeo halverwege de jaren 90 nieuwe modellen op de markt, namelijk de Alfa 145/146 en de GTV en Spider, die veel geld en aandacht kostten. Ten tweede koos Alfa Romeo ervoor om eerst de Alfa 155 een opvolger te geven. Alfa Romeo hoopte dat deze 156 een groot succes werd en dat alle modellen die erna werden geïntroduceerd, gingen meeliften op dat succes.
De 166 kon zowel bij de pers als bij de potentiële kopers geen potten breken. Vooral de restwaarde van Italiaanse wagens kwam de 166 niet ten goede. Ook de lange productieperiode van de 164 had zijn invloed. Als Alfa ervoor had gekozen om de opvolger van de 164 te gaan introduceren, net toen de verkopen begonnen terug te lopen, waren vele 164-rijders mogelijk overgestapt naar zijn opvolger.
In 2003 kreeg de 166 een facelift en werd de neus opnieuw ontworpen zodat hij beter in het huidige gamma paste. De verkopen trokken door deze facelift iets aan en de wagen werd bejubeld door onder andere de Britse journalist Jeremy Clarkson. Een verkooptopper is het nooit geworden en in 2005 werd besloten om geen wagens meer te bouwen met het stuur aan de rechterkant.

## Motoren

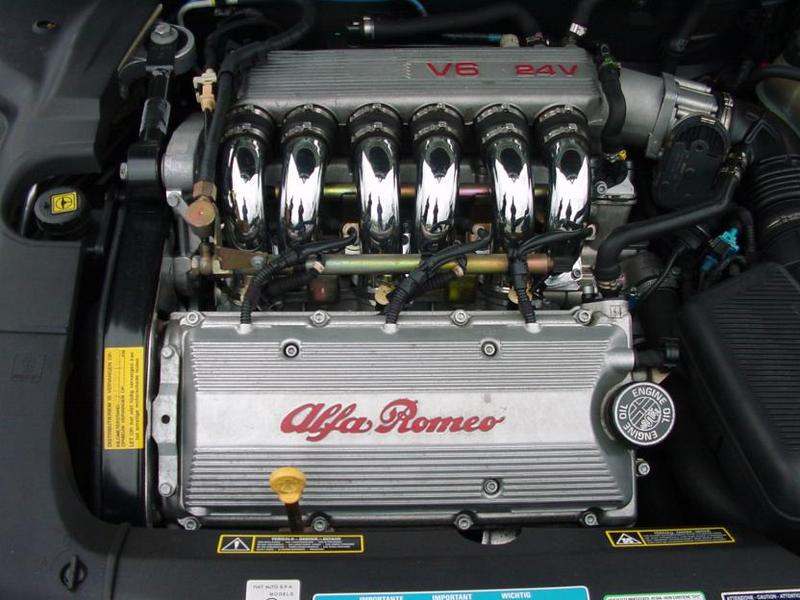
Motorblok van een Alfa Romeo 166

De 166 kreeg dezelfde 136 pk sterke 2.4 JTD diesel motoren van de een jaar eerder geïntroduceerde 156. Daarnaast kon je de 166 ook kopen met een 2.5 V6, 3.0 V6 of een 2.0 Twin Spark benzinemotor. In 2002 kreeg de 166 nieuwe motoren met een vernieuwde 2.4 JTD van 150 pk en een 3.2 V6 benzinemotor van 240 pk. Met deze laatste haalt de 166 een topsnelheid van 245 km/u. De 2.4 JTD levert sinds 2005 185 pk.

### Geleverde motoren
Benzine
| Type              | Motor     | Motor     | Motor   | Vermogen | Koppel | 0-100 km/h | Topsnelheid | Jaartal     |
| Type              | Inhoud    | Cilinders | Kleppen | Vermogen | Koppel | 0-100 km/h | Topsnelheid | Jaartal     |
| ----------------- | --------- | --------- | ------- | -------- | ------ | ---------- | ----------- | ----------- |
| 2.0 T.S.          | 1.970 cm³ | 4-in-lijn | 16V     | 143 pk   | 187 Nm | 9,6 s      | 213 km/h    | 1998 - 2003 |
| 2.0 T.S.          | 1.970 cm³ | 4-in-lijn | 16V     | 150 pk   | 181 Nm | 9,8 s      | 211 km/h    | 2003 - 2007 |
| 2.5 V6            | 2.492 cm³ | V6        | 24V     | 190 pk   | 222 Nm | 8,4 s      | 225 km/h    | 1998 - 2003 |
| 2.5 V6            | 2.492 cm³ | V6        | 24V     | 188 pk   | 221 Nm | 8,4 s      | 225 km/h    | 2003 - 2005 |
| 2.0 V6 Turbo      | 1.996 cm³ | V6        | 12V     | 205 pk   | 280 Nm | 8,1 s      | 237 km/h    | 1998 - 2000 |
| 3.0 V6            | 2.959 cm³ | V6        | 24V     | 226 pk   | 275 Nm | 7,8 s      | 243 km/h    | 1998 - 2003 |
| 3.0 V6 Sportronic | 2.959 cm³ | V6        | 24V     | 220 pk   | 265 Nm | 8,6 s      | 236 km/h    | 2003 - 2007 |
| 3.2 V6            | 3.178 cm³ | V6        | 24V     | 240 pk   | 289 Nm | 7,4 s      | 245 km/h    | 2003 - 2007 |

Diesel
| Type         | Motor     | Motor     | Motor   | Vermogen | Koppel | 0-100 km/h | Topsnelheid | Jaartal     |
| Type         | Inhoud    | Cilinders | Kleppen | Vermogen | Koppel | 0-100 km/h | Topsnelheid | Jaartal     |
| ------------ | --------- | --------- | ------- | -------- | ------ | ---------- | ----------- | ----------- |
| 2.4 JTD      | 2.387 cm³ | 5-in-lijn | 10V     | 136 pk   | 304 Nm | 9,9 s      | 202 km/h    | 1998 - 2003 |
| 2.4 JTD      | 2.387 cm³ | 5-in-lijn | 10V     | 150 pk   | 305 Nm | 9,9 s      | 210 km/h    | 2003 - 2007 |
| 2.4 JTDm 20V | 2.387 cm³ | 5-in-lijn | 20V     | 175 pk   | 385 Nm | 8,9 s      | 222 km/h    | 2003 - 2007 |